# Novakiella
Novakiella is een monotypisch geslacht van spinnen uit de  familie van de wielwebspinnen (Araneidae).

## Soort
- Novakiella trituberculosa Roewer, 1942